# Пам'ятки архітектури Гайворонського району
У Гайворонському районі Кіровоградської області на обліку перебуває 17 пам'яток архітектури.
| № пп | Найменування пам’ятки               | Датування      | Місцезнаходження пам’ятки           | Охорон. номер |
| ---- | ----------------------------------- | -------------- | ----------------------------------- | ------------- |
| 1    | Гідроелектростанція                 | 1950 р.        | м. Гайворон, р. Південний Буг       | 379-Кв        |
| 2    | Млин                                | к.19 ст.       | м. Гайворон, вул. Василя Стуса, 156 | 380-Кв        |
| 3    | Залізничний вокзал ст. Гайворон     | 1897 р.        | м. Гайворон, площа Привокзальна     | 350-Кв        |
| 4    | Школа № 5                           | 1930 р.        | смт Гайворон, вул. Великого Кобзаря | виявлена      |
| 5    | Будинок культури                    | 1925-1930 рр.  | смт Гайворон, вул. Великого Кобзаря | виявлена      |
| 6    | Будинок культури                    | 1950 р.        | смт Завалля, вул. Жовтнева          | 381-Кв        |
| 7    | Графітовий комбінат                 | 1930 р.        | смт Завалля                         | 382-Кв        |
| 8    | Покровська церква                   | с.19 ст.       | с. Могильне                         | 96-Кв         |
| 9    | Складський будинок                  | п.20 ст.       | смт. Мощене                         | 117-Кв        |
| 10   | Церква Косьми і Даміана             | д.п.19 ст.     | смт. Салькове                       | 95-Кв         |
| 11   | Хрестовоздвиженська церква          | к.19 ст.       | с. Солгутове                        | 118-Кв        |
| 12   | Водяний млин                        | 1906 р.        | с. Соломія                          | 97-Кв         |
| 13   | Водонапірна башта                   | п.20 ст.       | с. Хащувате                         | 116-Кв        |
| XVII | Комплекс земської лікарня 3 споруди | початок 20 ст. | с. Хащувате                         | виявлена      |
| 14   | Лікувальний корпус                  | початок 20 ст. | с. Хащувате                         | виявлена      |
| 15   | Лікувальний корпус                  | початок 20 ст. | с. Хащувате                         | виявлена      |
| 16   | Лабораторія                         | початок 20 ст. | с. Хащувате                         | виявлена      |
| 17   | Громадський будинок                 | початок 20 ст. | с. Хащувате                         | виявлена      |
|      |                                     |                |                                     |               |